# Duodecimal
Det duodecimale talsystem er et positionstalsystem med grundtallet 12. Det betyder, at det har 12 forskellige cifre i modsætning til de gængse 10 i titalssystemet. Flere forskellige tegn har været benyttet til at repræsentere cifrene for ti og elleve.
Unicode inkluderer  (U+218A ↊ drejet ciffer to) og  (U+218B ↋ drejet ciffer tre). Således at man skulle tælle fra nul til tolv i det duodecimale system på denne måde: 0, 1, 2, 3, 4, 5, 6, 7, 8, 9, , , 10. Unicode inkluderede disse tegn i version 8.0 (2015). Alternativt kan man bruge bogstaverne A og B på samme måde som det gøres i det hexadecimale talsystem.
Fordelen ved duodecimale talsystem er at 12 er meget deleligt. Dette betyder, at de fem mest elementære brøker ( 1⁄2,  1⁄3,  2⁄3,  1⁄4 og  3⁄4) alle har en kort endelig fremstilling i duodecimale system (0,6 0,4, 0,8, 0,3 og 0,9).
| Matematik | Spire Denne artikel om matematik er en spire som bør udbygges. Du er velkommen til at hjælpe Wikipedia ved at udvide den. |